# Thôi Chiêu Vĩ
Thôi Chiêu Vĩ (giản thể: 崔昭纬; phồn thể: 崔昭緯, ? - 896), tên tự Uẩn Diệu (蘊曜), là một quan lại triều Đường, từng giữ chức tể tướng dưới triều đại của Đường Chiêu Tông. Theo sách sử cổ, ông không trung thành với Đường Chiêu Tông và thao túng triều đình cùng với các hoạn quan và các quân phiệt Lý Mậu Trinh, Vương Hành Du. Sau khi Lý Khắc Dụng đánh bại Vương Hành Du và Lý Mậu Trinh phải phục tùng, Đường Chiêu Tông cho đày ải rồi giết Thôi Chiêu Vĩ.

## Thân thế
Theo Cựu Đường thư và Tân Đường thư, Thôi Chiêu Độ là người Thanh Hà, gia tộc ông có nguồn gốc từ nước Tề thời nhà Chu; và theo Tể tướng thế hệ biểu trong Tân Đường thư thì miêu tả rằng ông thuộc nhánh "Nam Tổ" của thị tộc, với các thành viên là những quan lại của nhà Hán, Tào Ngụy, nhà Tấn, Hậu Triệu, Lưu Tống, Bắc Ngụy, Bắc Tề, Bắc Chu, và nhà Đường. Theo liệt truyện về Thôi Chiêu Độ trong Cựu Đường thư, tổ phụ ông là Thôi Tí (崔庇) từng giữ chức Toan Tảo huyện úy, còn phụ thân ông là Thôi Nghiễn (崔巘) từng giữ chức Ngạc Nhạc quan sát sứ, song Tể tướng thế hệ biểu trong Tân Đường thư không ghi Thôi Tí và Thôi Nghiễn có các chức vụ này, và phần liệt truyện về Thôi Chiêu Vĩ trong Tân Đường thư thì không ghi chép gì về họ. Thôi Chiêu Vĩ có ít nhất hai huynh: Thôi Chiêu Phù (崔昭符) và Thôi Chiêu Nguyên (崔昭原), và ít nhất một đệ là Thôi Chiêu Củ (崔昭矩).

## Sự nghiệp ban đầu
Sau đó, Thôi Chiêu Vĩ thi đỗ Tiến sĩ và dưới triều đại của Đường Chiêu Tông, ông giữ chức (không rõ là đồng thời hay kế tiếp) Trung thư xá nhân, Hàn lâm học sĩ, Hộ bộ thị lang. Năm 891, sau khi triều đình chiến bại trước Hà Đông tiết độ sứ Lý Khắc Dụng, các Đồng bình chương sự (tức tể tướng) Trương Tuấn và Khổng Vĩ bị bãi chức, Hàn lâm học sĩ thừa chỉ/Binh bộ thị lang Thôi Chiêu Vĩ được bổ nhiệm giữ chức Đồng bình chương sự cùng với Từ Ngạn Nhược.

## Làm Đồng bình chương sự
Theo mô tả, trong khi giữ chức tể tướng, Thôi Chiêu Vĩ trở nên xảo trá và ghen tị với những người khác về thâm niên hoặc tài năng. Ông liên kết với các hoạn quan và quân phiệt lân cận kinh thành để nâng cao quyền lực của mình trong triều. Ông đặc biệt liên lạc chặt chẽ với Phượng Tường tiết độ sứ Lý Mậu Trinh và Tĩnh Nan tiết độ sứ Vương Hành Du. Do đó, khi Đường Chiêu Tông bắt đầu kế hoạch thảo phạt Lý Mậu Trinh và Vương Hành Du vào năm 893 và sai Đồng bình chương sự Đỗ Nhượng Năng chịu trách nhiệm lên kế hoạch, theo ghi chép thì Đỗ Nhượng Năng nói gì vào buổi sáng thì đến tối hai quân phiệt này đều biết. Cũng trong năm đó, sau khi đánh bại quân triều đình, theo lời thúc giục của Thôi Chiêu Vĩ, Lý Mậu Trinh và Vương Hành Du tiến quân về Trường An. Thôi Chiêu Vĩ ghen tức với Đỗ Nhượng Năng nên đã thông tin cho hai tiết độ sứ rằng chiến dịch này của triều đình là theo đề xuất của Đỗ Nhượng Năng, hai quân phiệt sau đó buộc Đường Chiêu Tông phải ra lệnh cho Đỗ Nhượng Năng tự sát.
Từ đó trở đi, Đường Chiêu Tông không còn cai trị một cách độc lập được nữa, nếu bất cứ đại thần nào đề xuất việc mà Thôi Chiêu Vĩ phản đối, Thôi Chiêu Vĩ sẽ lệnh cho người trong tộc là Thôi Đĩnh (崔鋋) báo cho Vương Hành Du, và lệnh cho Vương Siêu (王超) báo cho Lý Mậu Trinh. Hai quân phiệt này sau đó sẽ trình tấu phản đối đề xuất, và nếu như Đường Chiêu Tông vẫn còn do dự, họ sẽ tiếp tục trình tấu đe dọa Hoàng đế. Năm 893, theo tiến cử của Thôi Chiêu Vĩ, một họ hàng xa của ông là Thôi Dận cũng được ban chức Đồng bình chương sự.
Cũng trong năm 893, Tuyên Vũ tiết độ sứ Chu Toàn Trung đã đề nghị chuyển Diêm-thiết chuyển vận đến trị sở của ông ta tại Biện châu (汴州). Thôi Chiêu Vĩ phản đối, lấy lý do là Chu Toàn Trung vừa mới đại thắng trước Cảm Hóa tiết độ sứ Thì Phổ và Thiên Bình tiết độ sứ Chu Tuyên, cho rằng nếu nay lại cho phép Chu Toàn Trung nắm giữ Diêm thiết chuyển vận thì sẽ không còn kiểm soát được người này. Đường Chiêu Tông đồng ý và ban một chiếu chỉ từ chối đề nghị của Chu Toàn Trung.
Năm 894, Đường Chiêu Tông bổ nhiệm Lý Hề giữ chức Đồng bình chương sự, Thôi Chiêu Vĩ do không ưa Lý Hề và lo sợ rằng Lý Hề sẽ khiến quyền lực của mình bị ảnh hưởng, ông liền xúi giục Thủy bộ lang trung Lưu Tri Chế (劉崇魯) mặc áo tang và khóc lóc trong lúc thượng triều, lên tiếng phản đối Lý Hề, kết quả là Đường Chiêu Tông giáng chức Lý Hề. Tuy nhiên, đến năm 895 thì Đường Chiêu Tông lại bổ nhiệm Lý Hề làm Đồng bình chương sự, Thôi Chiêu Độ bất mãn nên lệnh cho Thôi Đĩnh- nay là tiết độ phó sứ dưới quyền Vương Hành Du- thông báo cho Vương Hành Du rằng Lý Hề và Vi Chiêu Độ thuộc phe của Hoàng đế, chống lại Vương Hành Du và Lý Mậu Trinh. Vương Hành Du và Lý Mậu Trinh do đó liên tục trình tấu yêu cầu bãi chức của Lý Hề; Đường Chiêu Tông buộc phải chấp thuận. Tuy nhiên, sau một sự kiện khác, Vương Hành Du cùng Lý Mậu Trinh và Trấn Quốc tiết độ sứ Hàn Kiến tiến quân về kinh thành, tự ý xử tử Lý Hề và Vi Chiêu Độ.
Đến khi Lý Khắc Dụng tiến đánh liên quân Lý/Vương/Hàn, Đường Chiêu Tông chạy trốn đến Tần Lĩnh, Thôi Chiêu Vĩ cùng Từ Ngạn Nhược và Vương Đoàn, đi theo Hoàng đế. Sau khi Lý Khắc Dụng đánh bại Lý Mậu Trinh và Vương Hành Du, Thôi Chiêu Vĩ mất đi đồng minh, và sau khi Đường Chiêu Tông trở về Trường An, Thôi Chiêu Vĩ bị giáng làm Hữu bộc xạ.

## Qua đời
Một thời gian ngắn sau, Đường Chiêu Tông lại đày ải Thôi Chiêu Vĩ, về mặt chính thức bổ nhiệm ông là Ngô châu tư mã. Trên đường đi lưu đày, Thôi Chiêu Vĩ viết thư cho Chu Toàn Trung, hy vọng Chu Toàn Trung sẽ can thiệp giúp mình. Tuy nhiên, thay vào đó, Đường Chiêu Tông lại ban chết cho Thôi Chiêu Vĩ. Trung sứ đem chiếu chỉ đuổi kịp Thôi Chiêu Vĩ tại Kinh Nam và chém đầu ông.